# Vivsea, Kozova
Vivsea (în ucraineană Вівся) este o comună în raionul Kozova, regiunea Ternopil, Ucraina, formată numai din satul de reședință.

## Demografie
Componența lingvistică a comunei Vivsea
     Ucraineană (99,44%)
     Alte limbi (0,56%)
Conform recensământului din 2001, majoritatea populației comunei Vivsea era vorbitoare de ucraineană (99,44%), existând în minoritate și vorbitori de alte limbi.